# قائمة الطيور في السودان
هذه قائمة بانواع الطيور المسجلة في السودان. تضم انواع الطيور في السودان ما مجموعه 633 نوعًا.
تصنف القائمة حسب المعالجة التصنيفية للانواع (الاسماء وتسلسل الرتب والفصائل والأنواع) والتسميات (الأسماء الشائعة والعلمية) والتي تتبع مصطلحات قائمة كليمنتس المرجعية للطيور في العالم ، نسخة 20212. حيث يظهر حسابات العائلة في بداية كل عنوان هذا التصنيف، كما هو الحال مع أعداد الأنواع الموجودة في كل حساب عائلة. يتم تضمين الأنواع المدخلة والعرضية في التعداد الإجمالي للسودان.

## الحمام واليمام
الرتبة: كولومبيفورمز   العائلة: كولومبيديا
الحمام واليمام طيور قوية الجسم ذات أعناق قصيرة ومناقير قصيرة نحيلة ولها قير لحمي. يمر بالسودان طيور حباك، الحمام الحزين، القمري والطير المائي الافريقي.

## الزرزوريات
يستوطن السودان عدد من انواع الطيور الصغيرة التي تعرف بالزرزوريات

## الرافعات
الترتيب: Gruiformes   العائلة: جرويداي
الرافعات هي طيور كبيرة الحجم ذات أرجل طويلة ورقبة طويلة. على عكس مالك الحزين الذي يشبهه ولكن لا علاقة له به، تطير الرافعات بأعناق ممدودة، ولا يتم سحبها إلى الخلف. معظمها لديها عروض مغازلة متقنة وصاخبة أو "رقصات".

## كراون ركبتيك سميكة
كراون الحصي او الركبتين السميكتين هي مجموعة من الكروان الاستوائية إلى حد كبير في الأسرة Burhinidae. تم العثور عليها في جميع أنحاء العالم داخل المنطقة الاستوائية، مع بعض الأنواع تتكاثر أيضًا في أوروبا المعتدلة وأستراليا. وهي كروان متوسطة إلى كبيرة الحجم ذات منقار قوي أسود أو أصفر-أسود، وعيون صفراء كبيرة وريش غامض. على الرغم من تصنيفها على أنها استوائية ، فإن معظم الأنواع تفضل المواطن القاحلة أو شبه القاحلة.
- الكروان الحجري الأوراسي ، Burhinus oedicnemus
- السنغال ذات الركبة السميكة ، Burhinus senegalensis
- ركبة مرقطة سميكة ، Burhinus capensis

## الطيور الاستوائية
الرتبة: فايتونتيفورمز   العائلة: فايتونتيداي
الطيور الاستوائية هي طيور بيضاء نحيلة تعيش في المحيطات الاستوائية، ولها ريش ذيل طويل بشكل استثنائي في المنتصف. رؤوسهم وأجنحتهم الطويلة لها علامات سوداء.

## قنديل العالم القديم
- الرايات الصخرية ، Emberiza cia (A)
- الرايات السنجابية ، Emberiza cinracea
- الرايات الأورتولان ، إمبريزا هورتولانا
- رايات كريتشمار ، Emberiza caesia
- الرايات ذهبية الصدر ، Emberiza flaviventris
- الرايات ذات الصدر القرفة ، Emberiza tahapisi
- رايات جوسلينج ، امبيريزا جوسلينجي
- الرايات المنقوشة ، Emberiza striolata

## صور للطيور في السودان

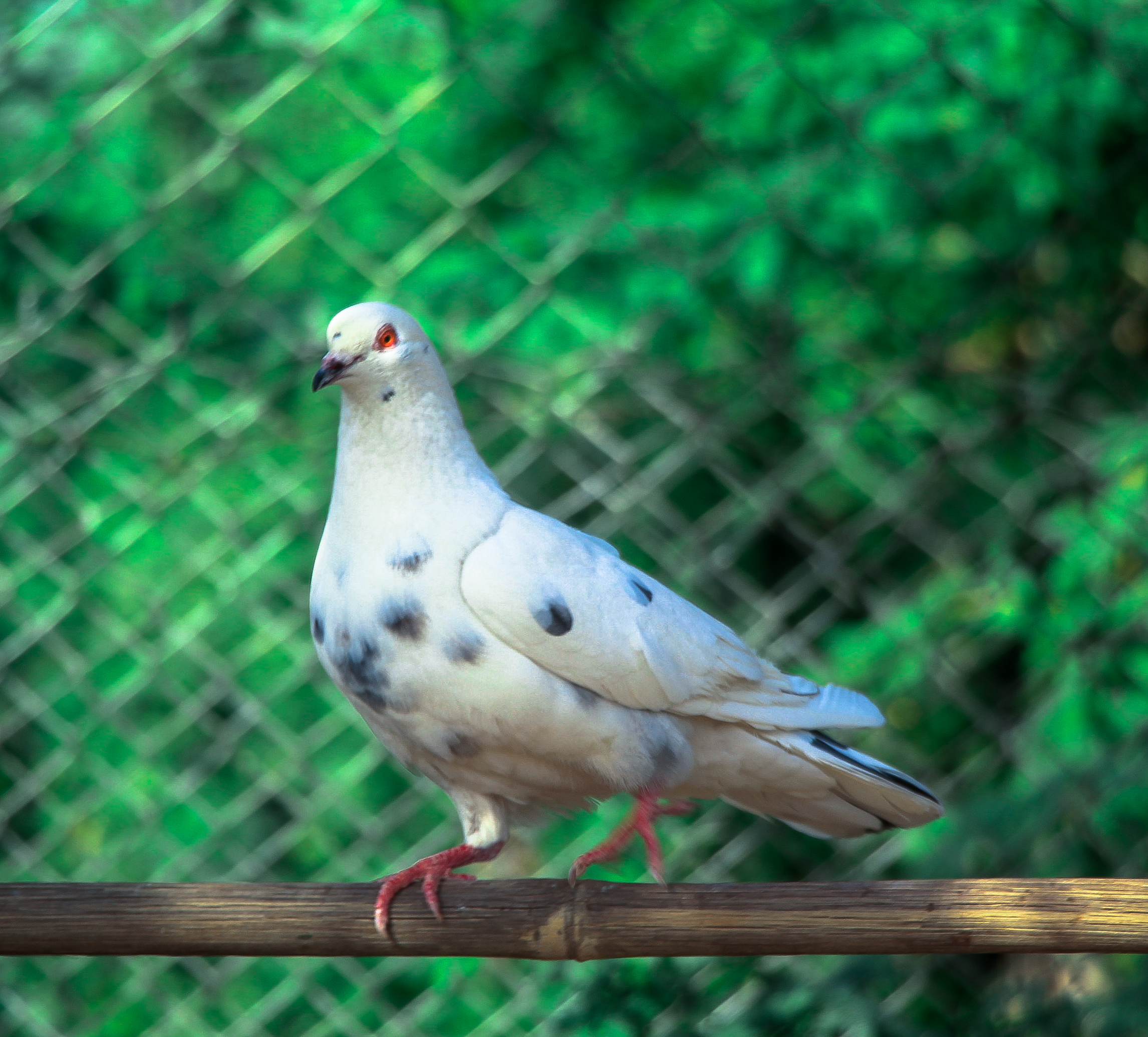
حمامة_جميلة
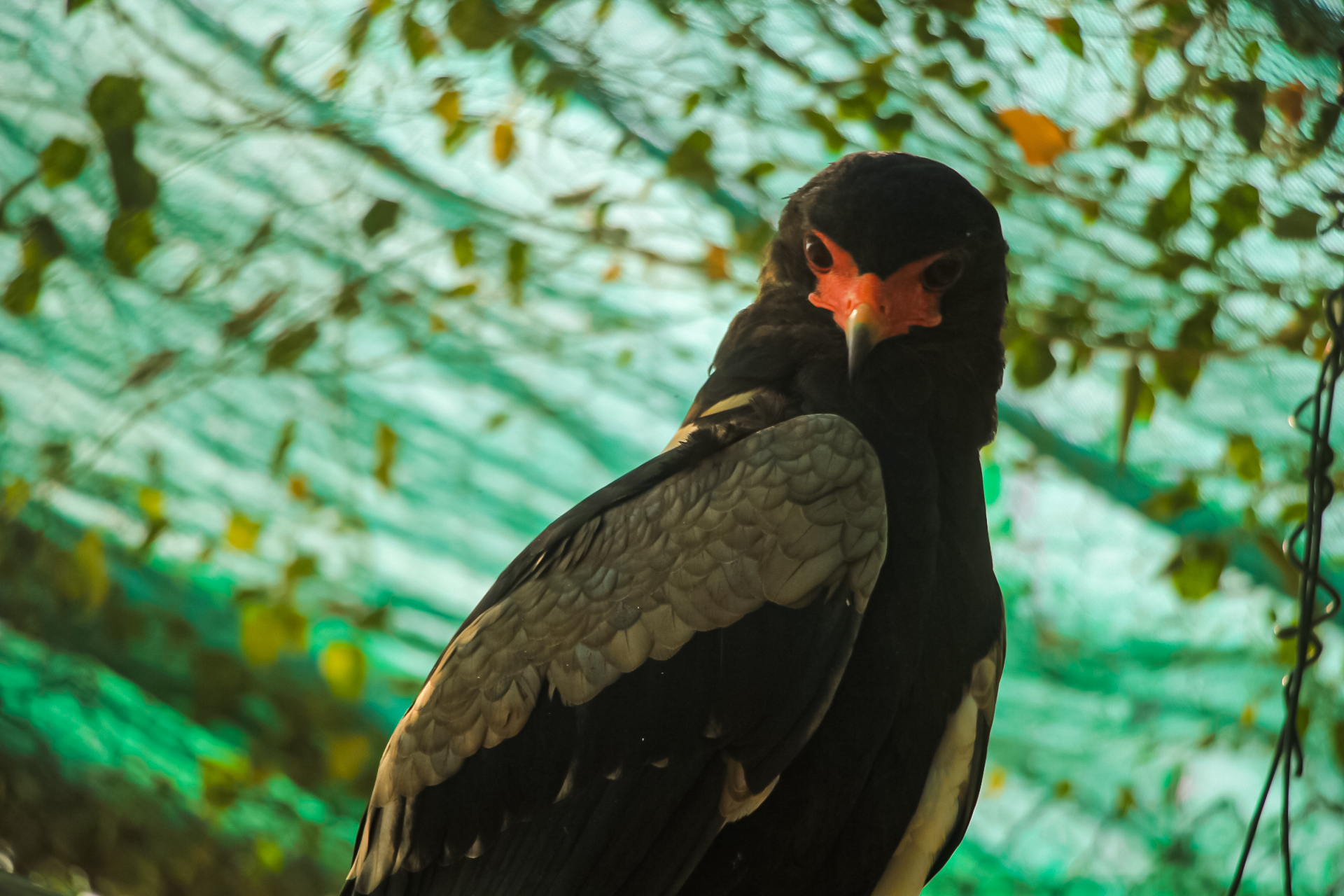
العقاب_الحكيم_يقف_للكاميرا
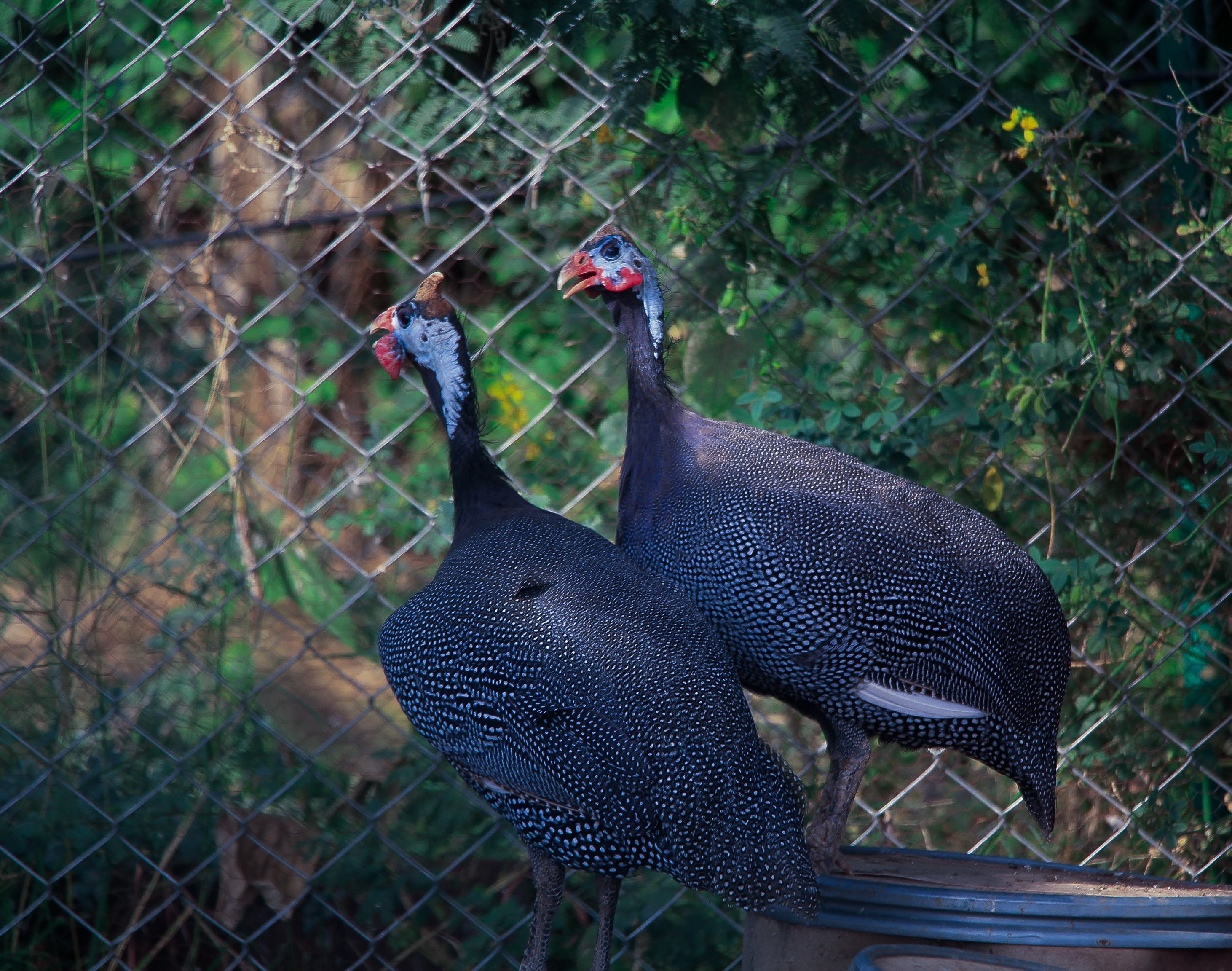
دجاج_الوادي_2
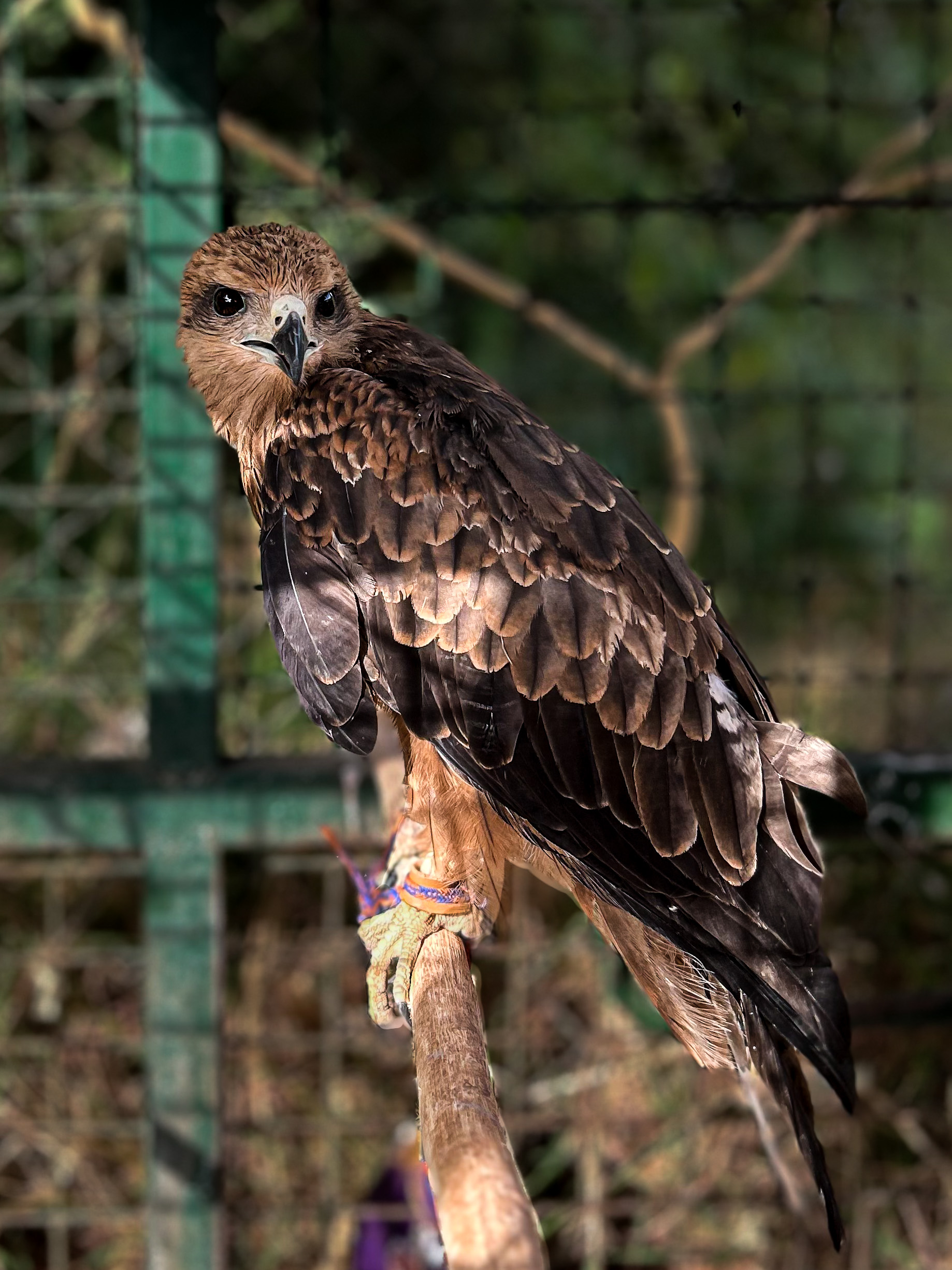
Falon_sudan
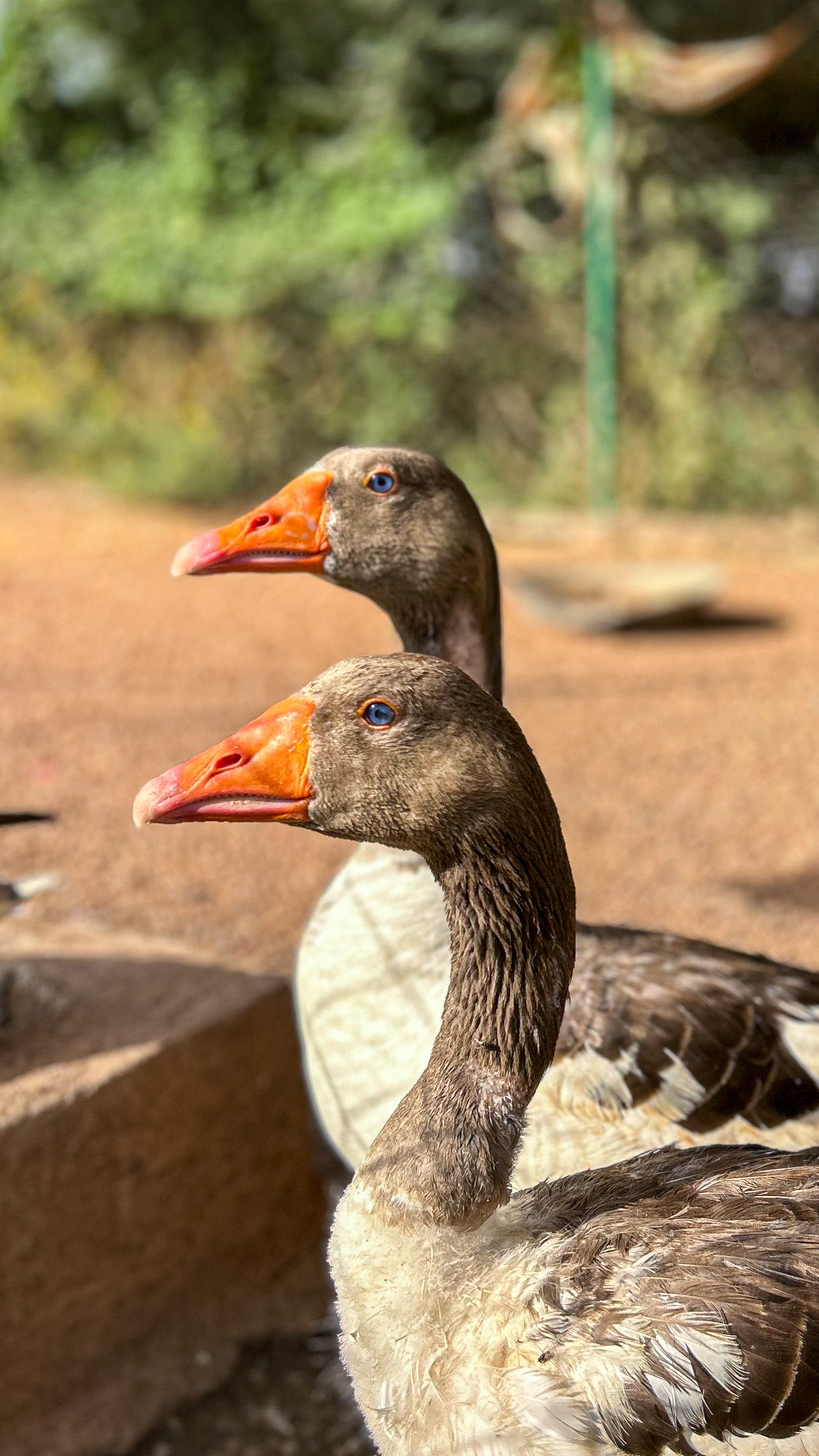
Ducks_-_sudan_animal_rescue
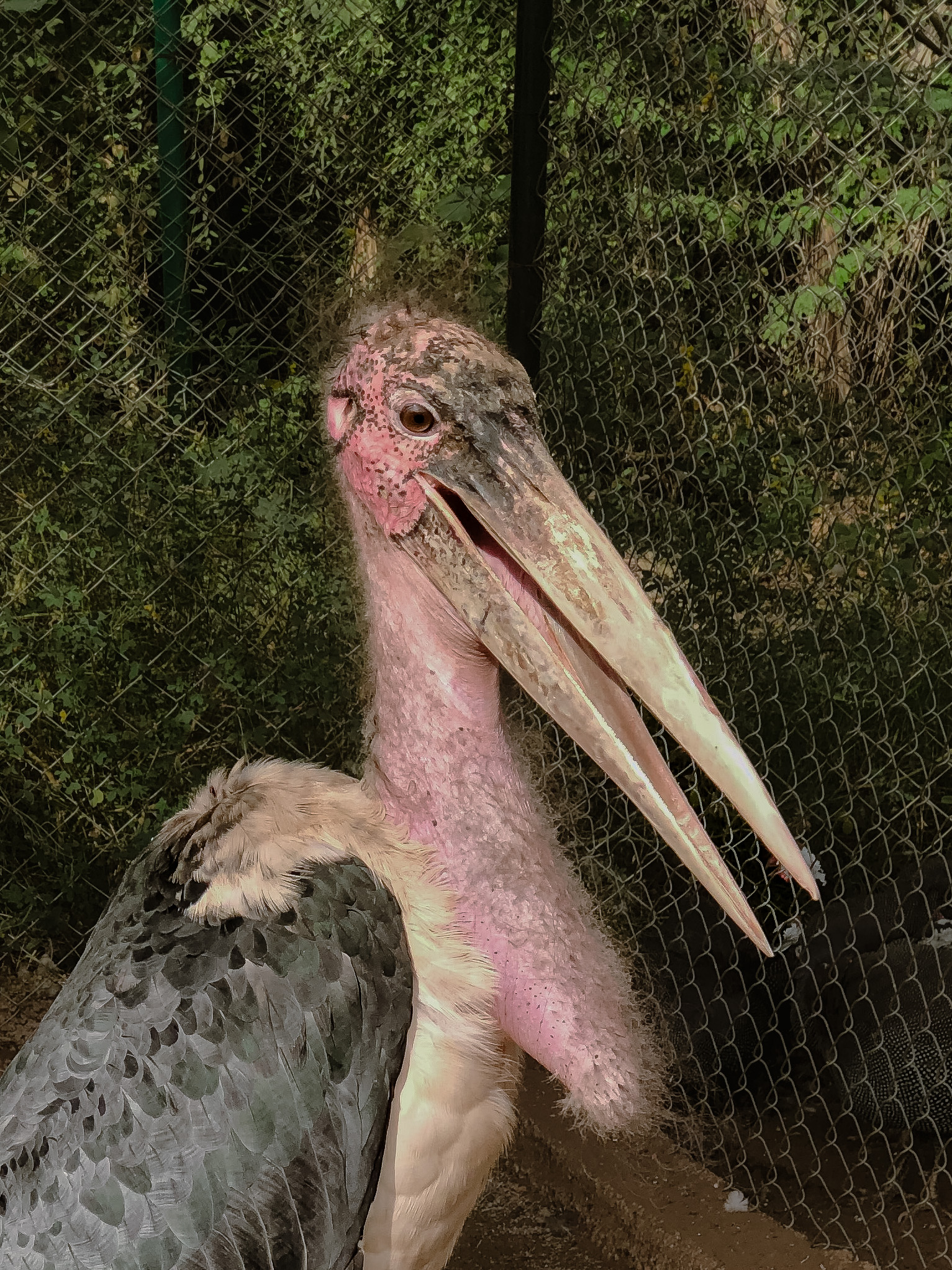
Sudan_animal_rescue

## أنظر أيضا
- قائمة الطيور
- قوائم الطيور حسب المنطقة

## روابط خارجية
- طيور السودان - المعهد العالمي للمحافظة على البيئة